# 托伊沃拉 (密歇根州)
托伊沃拉（英語：Toivola）是位於美國密歇根州霍頓縣亞當斯鎮區及斯坦頓鎮區的一個非建制地區。

## 地理
托伊沃拉所處的海拔為高於海平面388米（即1273英呎），而該地所採用的時區為UTC-5，即北美东部時區（EST）。同時該地設有夏令時間，為UTC-5調快一小時，即UTC-4（EDT）。